# 1620.
1620. je tretje desetletje v 17. stoletju med letoma 1620 in 1629. 